# Seat Toledo I
Pour l’article homonyme, voir Seat Toledo.
 (janvier 2025).
La Seat Toledo I est une automobile du segment des familiales produite entre 1991 et 1998.

## Caractéristiques techniques

### Moteurs essence
- 1.6, 72 ch, 120 N m (1991-1995)
- 1.6, 75 ch, 125 N m (1995-1999)
- 1.6, 101 ch, 140 N m (1996-1999)
- 1.8, 88 ch, 140 N m (1991-1994)
- 1.8, 90 ch, 145 N m (1994-1998)
- 1.8 16S, 128 ch, 165 N m (1991-1995)
- 2.0, 115 ch, 166 N m (1991-1998)
- 2.0 16S, 150 ch, 180 N m (1995-1998)

### Moteurs diesel
- 1.9 D, 68 ch, 127 N m (1991-1996)
- 1.9 DT, 75 ch, 150 N m (1991-1996)
- 1.9 TDI, 90 ch, 202 N m (1996-1999)
- 1.9 TDI, 110 ch, 235 N m  (1997-1999)

## Versions
1991-1995
- CL (en France Anfora d'autres pays Class, Festivo, Alcazar) Barcelona Edition Europe de l'Est
- GL (Anfora, Sport, Sport 2000)
- GLX (Premium, 1º Aniversario, Olimpico Special Edition Royaume-Uni)
- GT/GT-16v (Podium, 1º Aniversario, SEAT Toledo « Kenwood » France, BRM Royaume-Uni)
- 2.0i-16v

1995-1997
- SE (Master, Frehs, Aniversario)
- SXE
- Sport  (« Executive Edition ») Special Edition Europe de l'Est
- Marina : Moonlight Italy
- 2.0i-16v (« Executive Edition ») (« Limited Edition »)
- Allegro : Europe de l'Est

1997 -1998
- Magnus
- Sport
- 2.0i-16v

## Équipements
ABS, intérieur cuir, 4 vitres électriques, mfa de bord, anti-brouillards avant, freins à disques arrière, alarme, centralisation des portes, bas de caisse siglé (GT, SXE...), volant 4 branches siglé (uniquement pour la GT), système audio 4 enceintes, montants de portes noirs avec la nomination moteur (2.0i, TDi...)